# Belgique
Belgique is een gemeentevrij gebied in Perry County, Missouri, in de Verenigde Staten. Het ligt ongeveer 8 km ten zuiden van Chester.

## Naam
Aangezien er al meerdere dorpen in de Verenigde Staten bestonden genaamd Belgium (bv. in Illinois en in Wisconsin), besloten de Belgische inwoners om de Franstalige benaming "Belgique" te nemen.

## Geschiedenis
De stad werd oorspronkelijk bewoond door katholieke Belgen. Zij waren aanhangers van de katholieke kerk The Nativity Of The Blessed Virgin Mary (of De Geboorte Van De Heilige Maagd Maria), die bestond van 1884 tot 1992. 
Een postkantoor werd opgericht in 1890, maar is ondertussen gesloten en de post is nu afkomstig van Perryville. Sinds de vloed van 1993 is er geen sprake meer van een bestaande gemeente.

## Vloeden
Van de vele overstromingen door de eeuwen heen, was de meest verwoestende de overstroming van 1993. De daaropvolgende vloed verwoestte het dorp. Slechts een handjevol bewoners keerde terug naar het gebied na de vloed.

## Geografie
Belgique ligt op de vlakke alluviale vlakte van de Bois Brule Bottom in het noordelijke deel van Perry County.

## Afbeeldingen

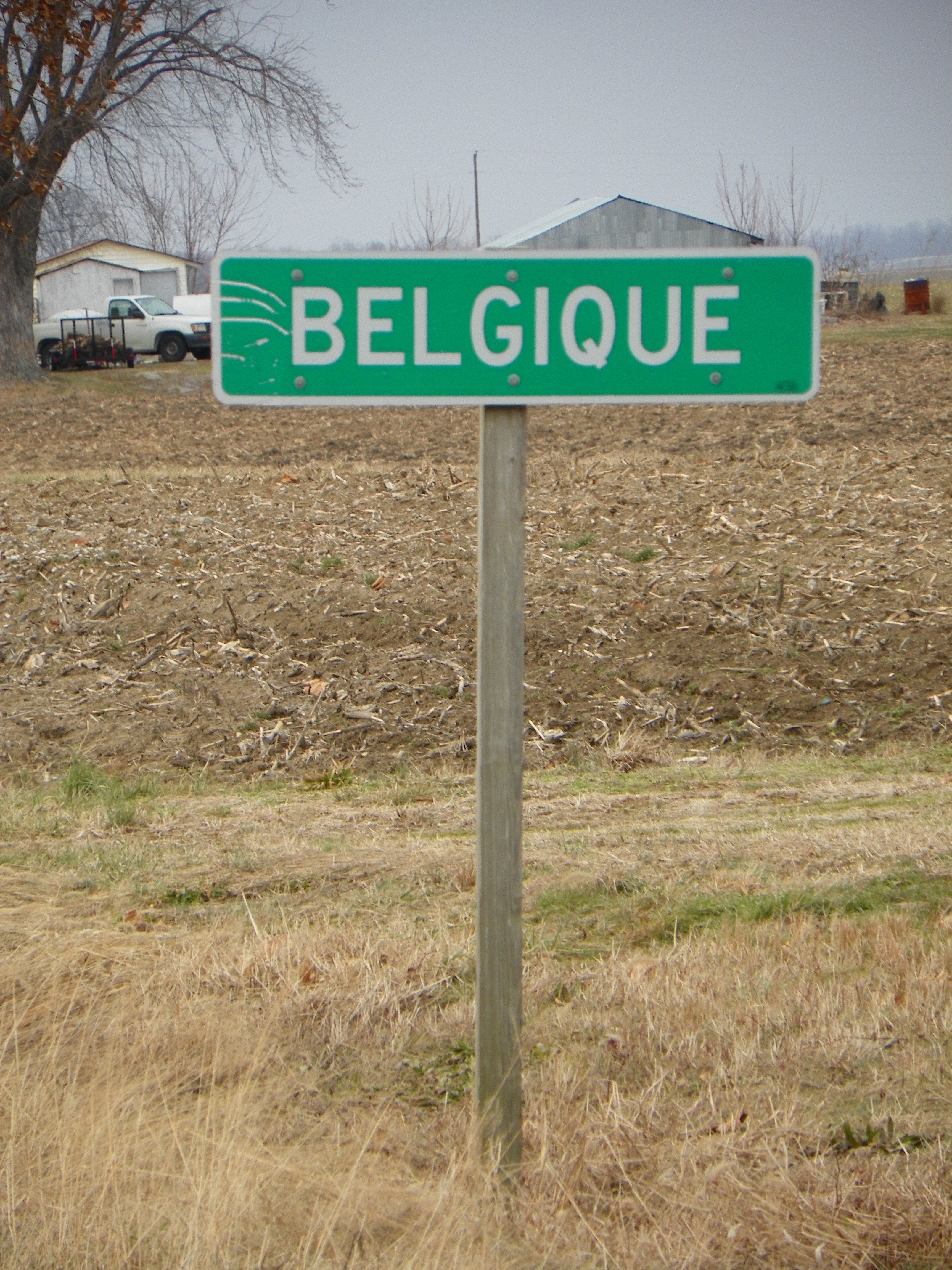
Bord
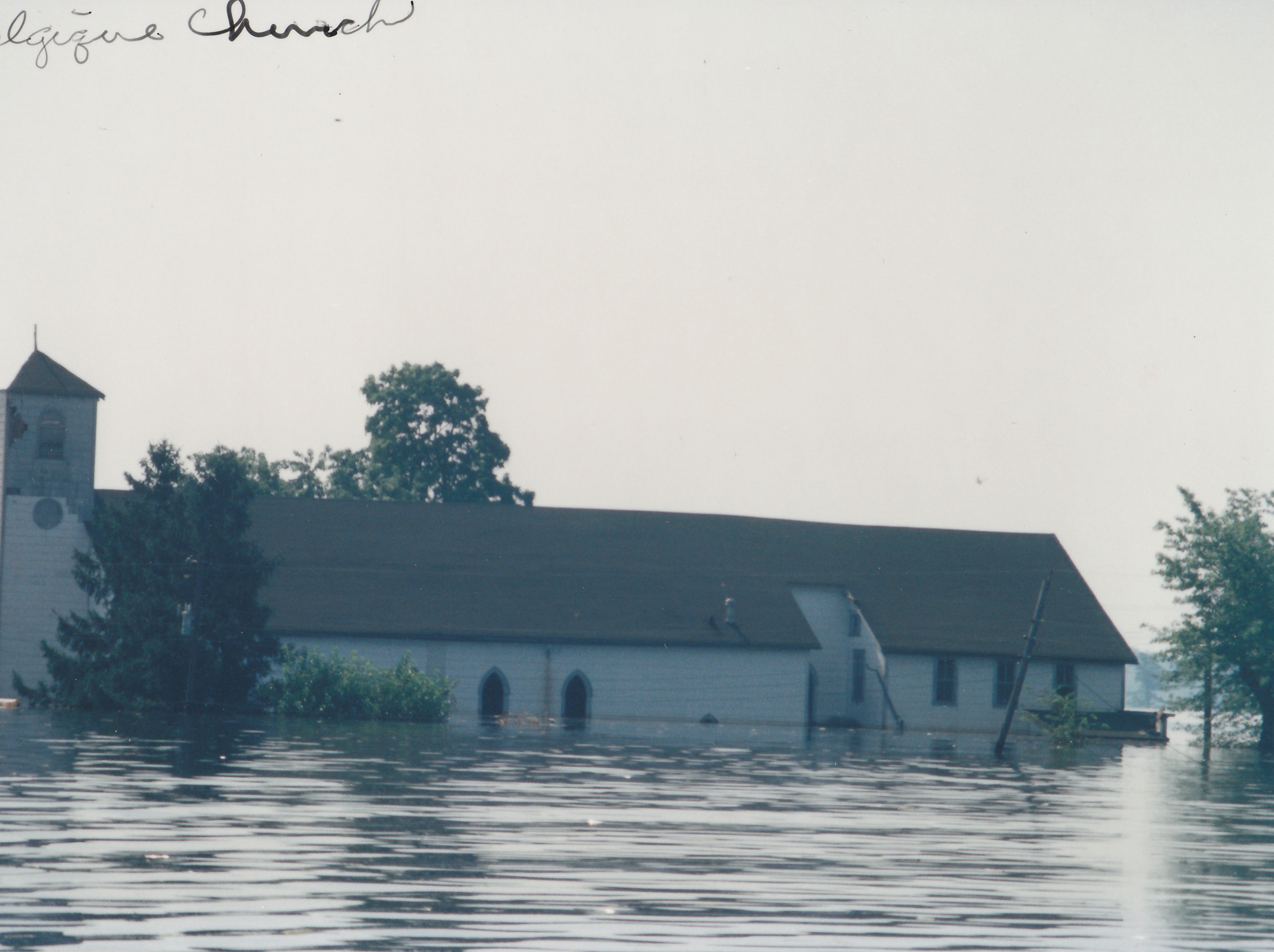
Kerk bij vloed
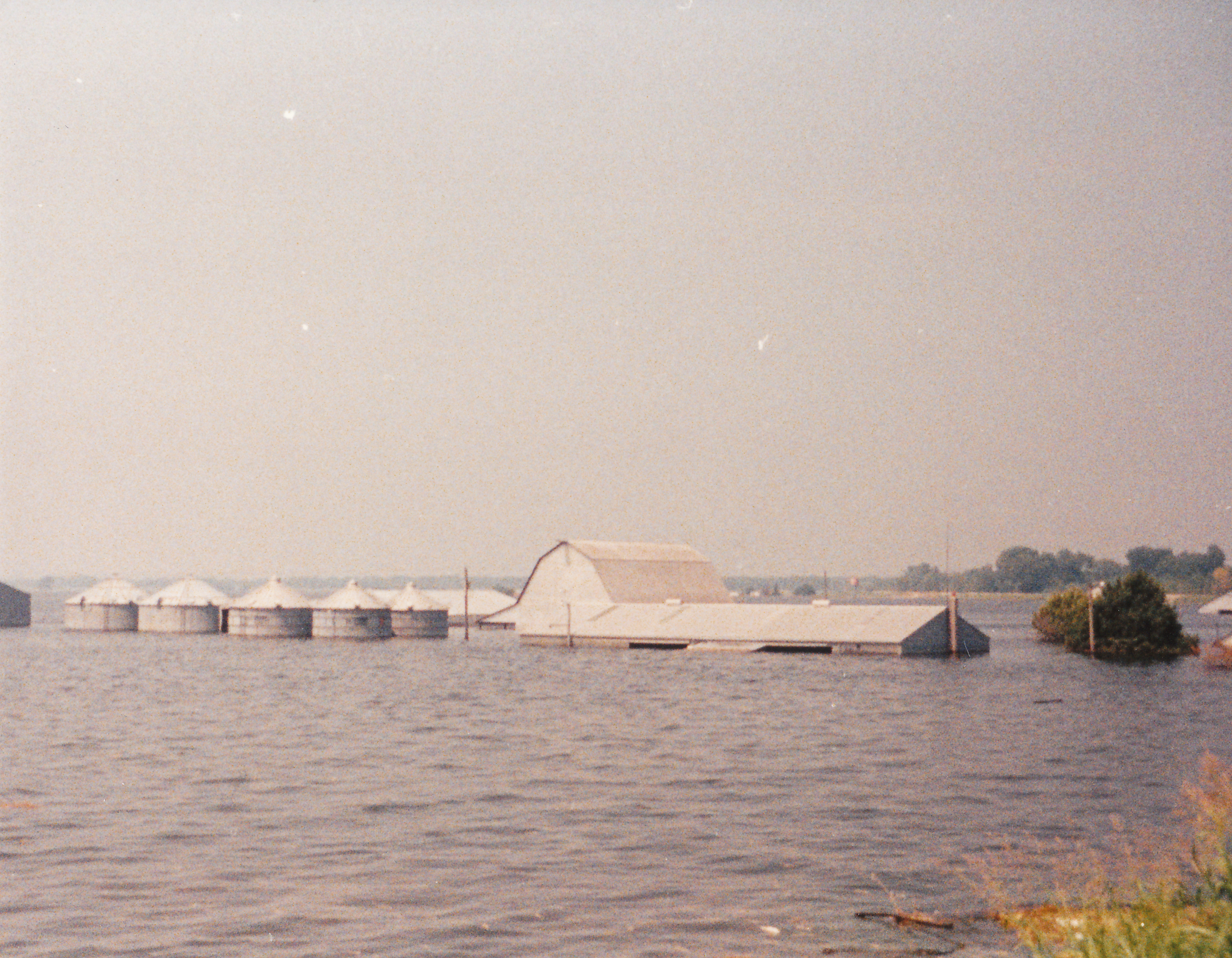
Vloed
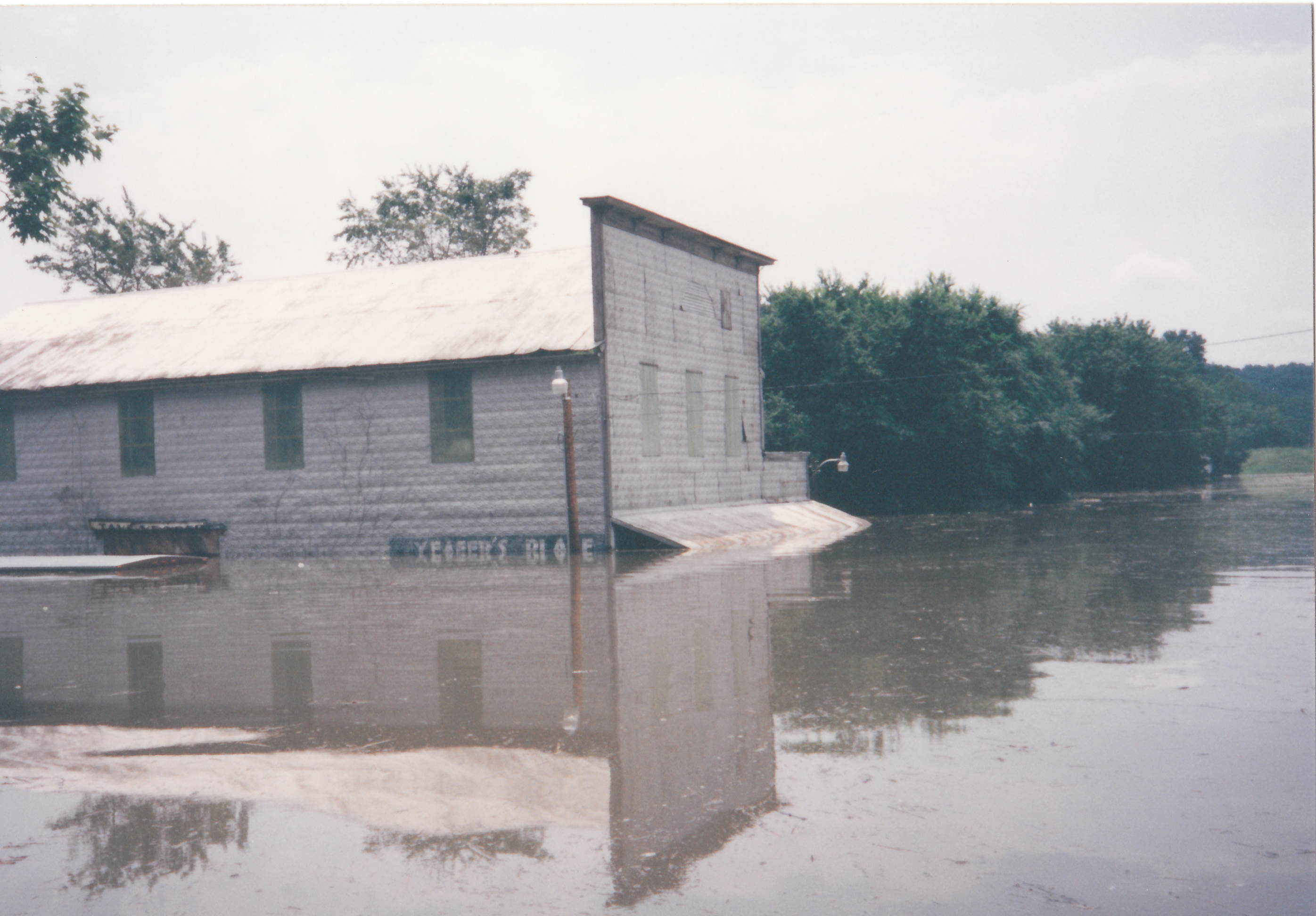
Vloed
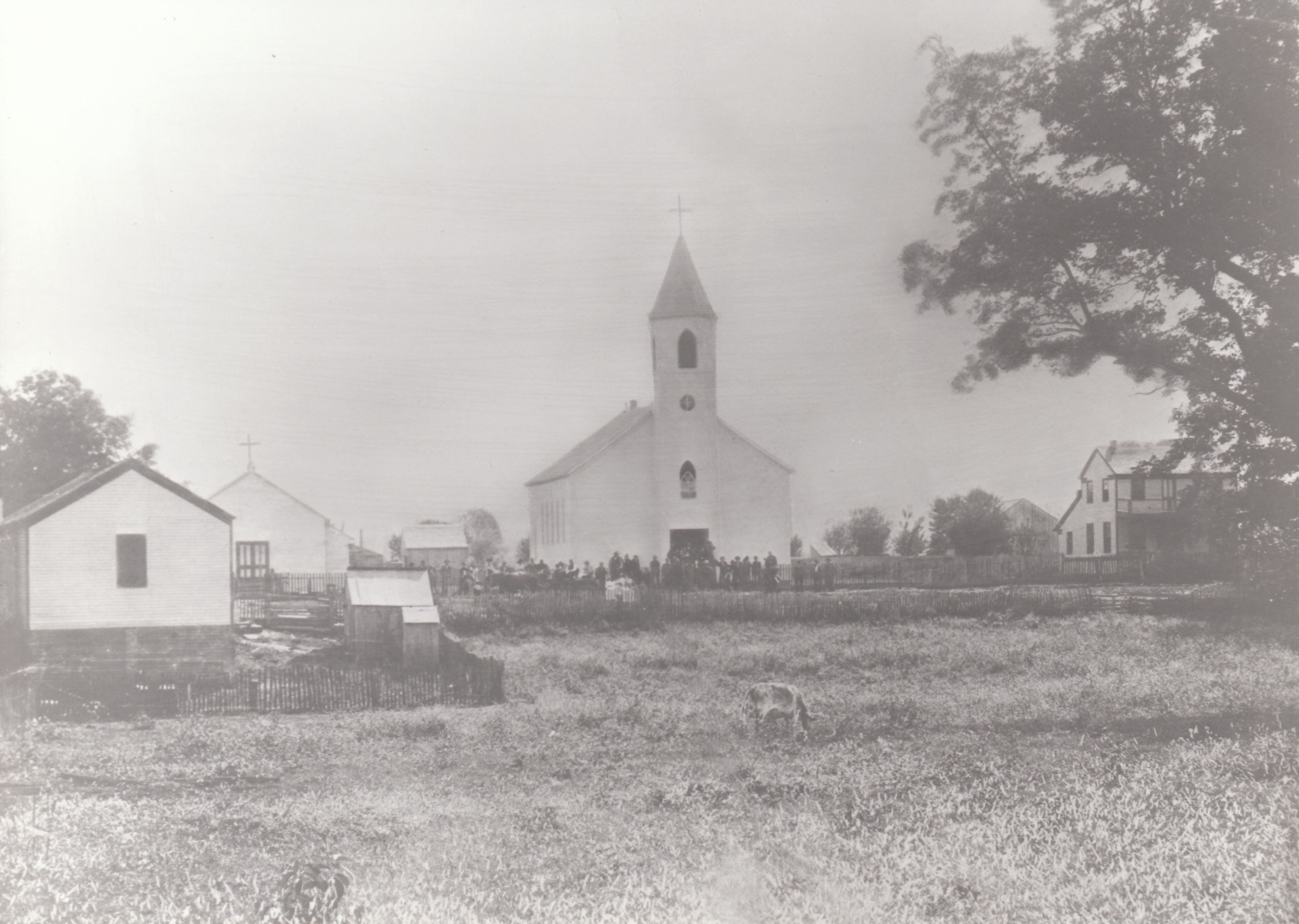
Kerk
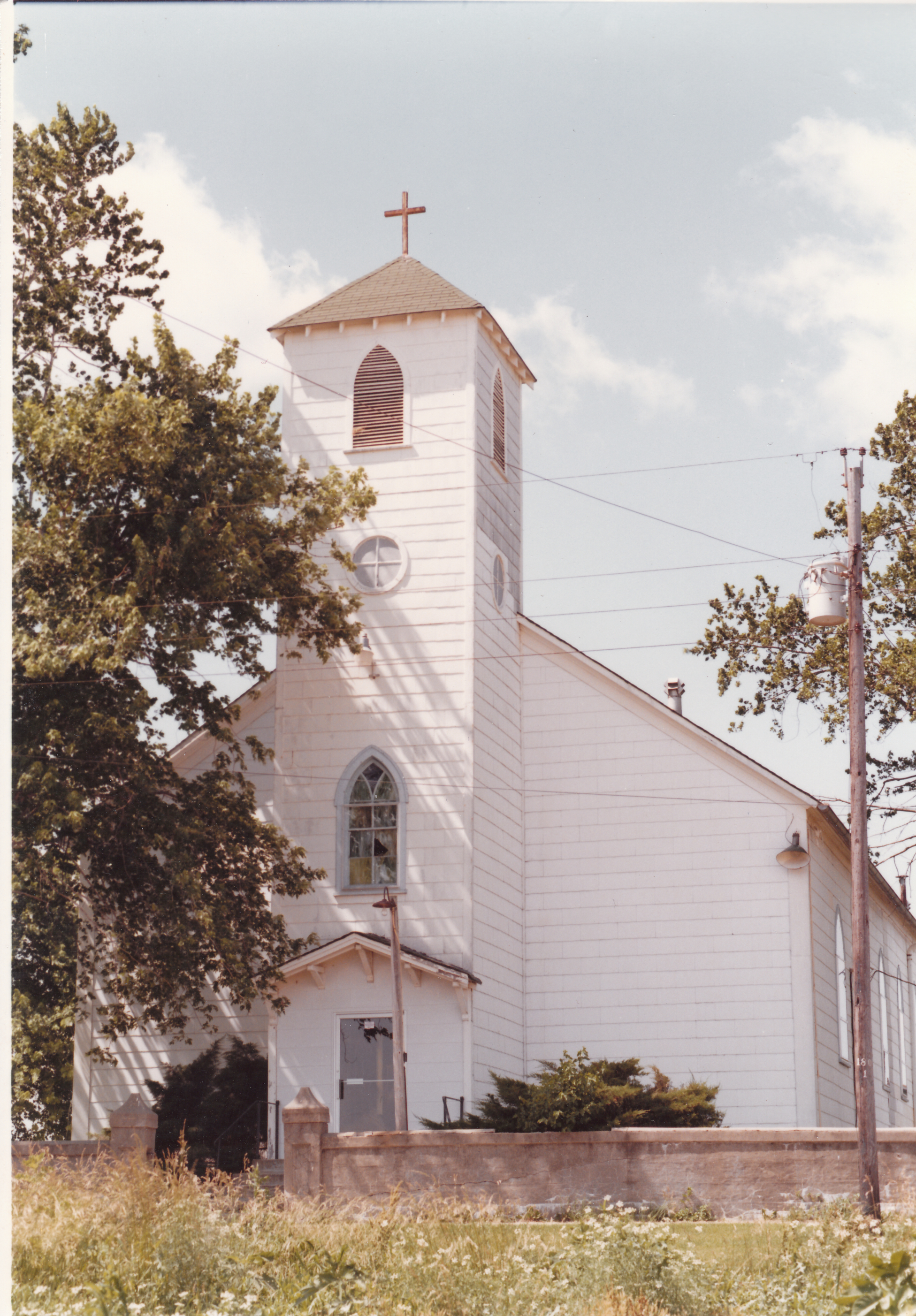
Kerk
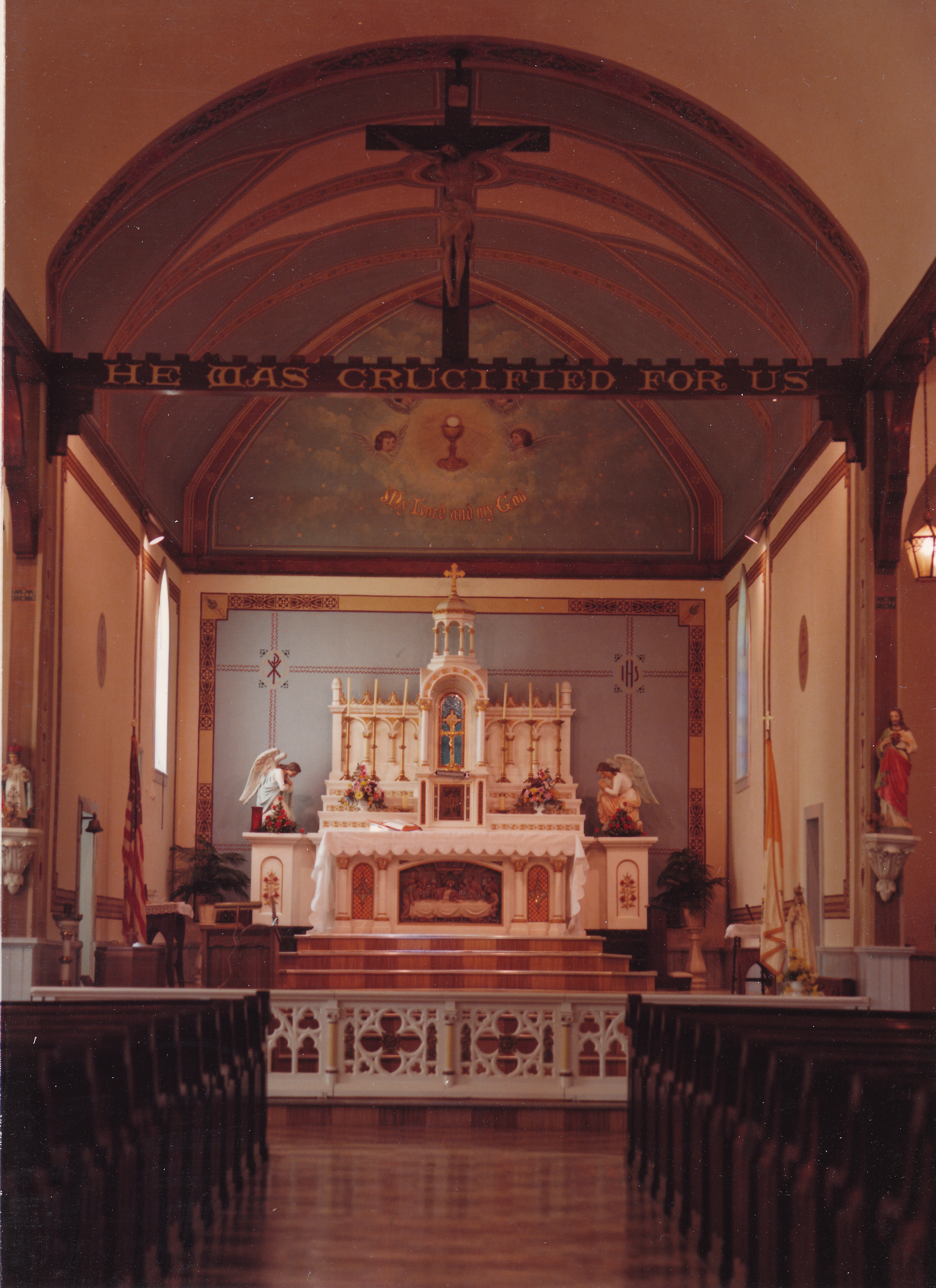
Kerk
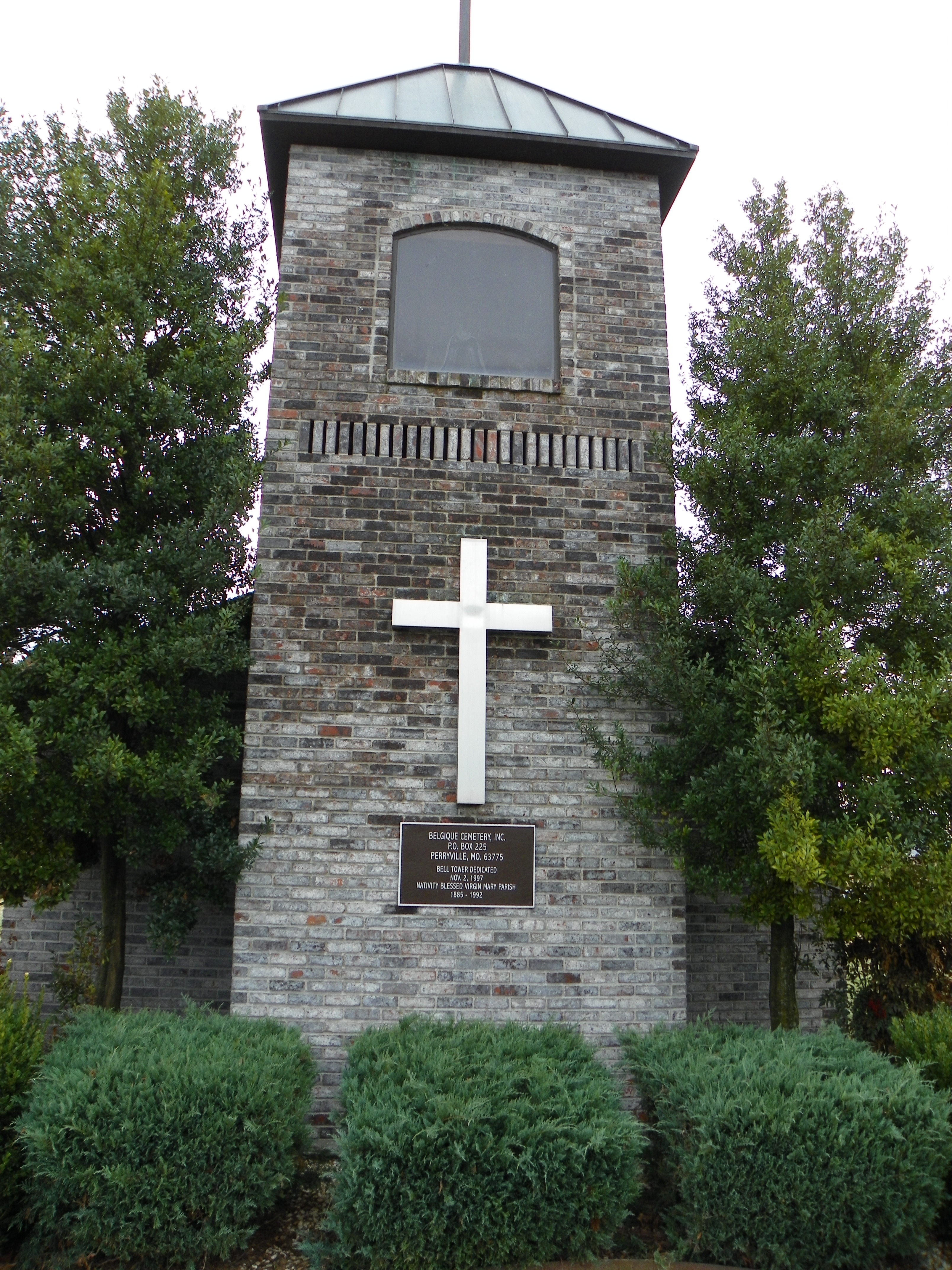
Kerk
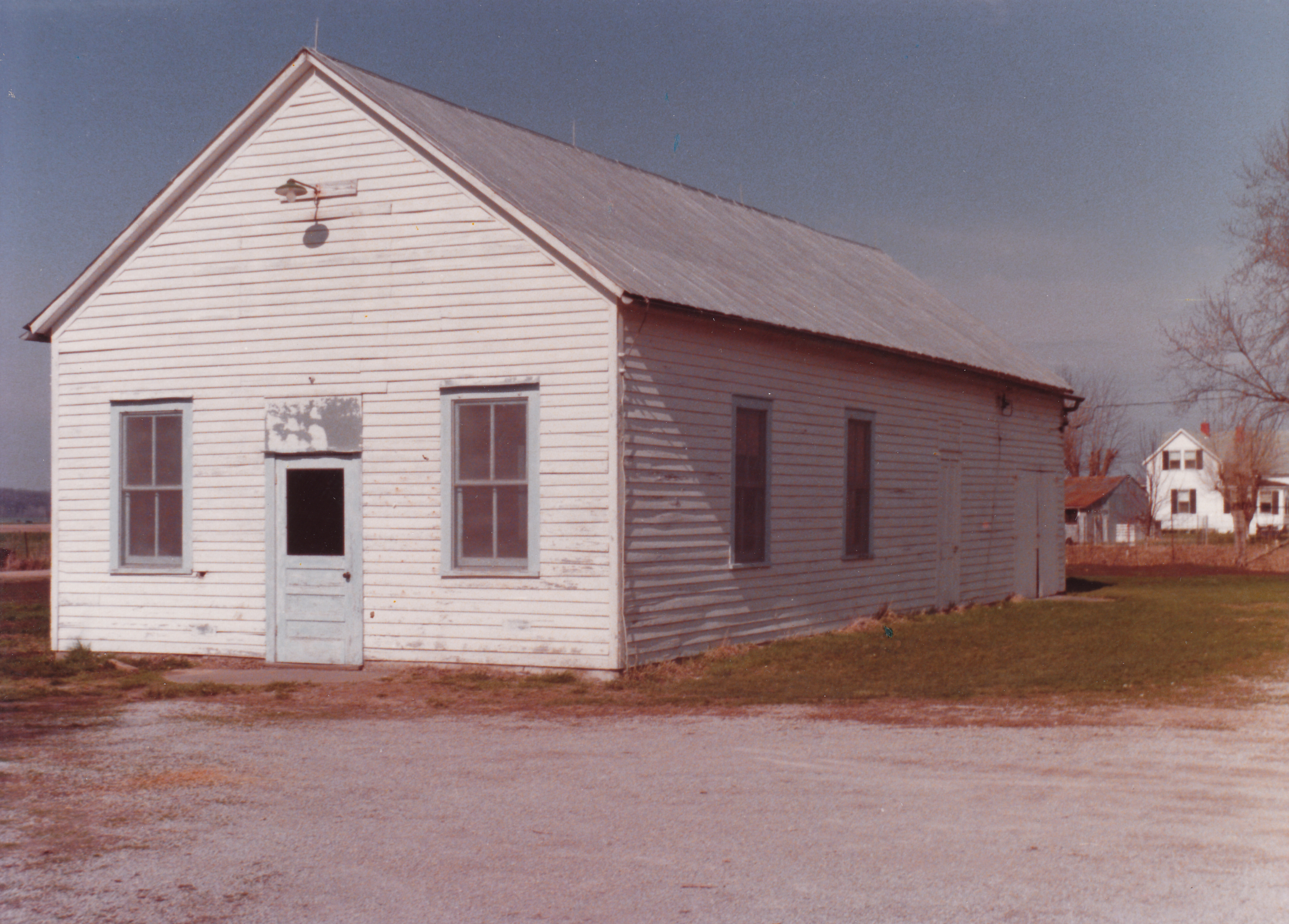
School